# 沃尔特·伊格莱西亚斯
沃尔特·马蒂亚斯·伊格莱西亚斯（Walter Matías Iglesias，1985年4月18日—），是一名阿根廷职业足球运动员，司职中场。现在效力于中国足球超级联赛球队长春亚泰。伊格莱西亚斯持有意大利护照。

## 俱乐部生涯
2007年，伊格莱西亚斯在希腊球队拉里萨开始职业足球生涯，2012年转投阿特罗米托斯。2014年2月25日，他以45万欧元的身价加盟中国足球超级联赛球队长春亚泰，合同期为1+1。